# 섹스 볼란티어
《섹스 볼란티어》(Sex Volunteer)는 한국에서 제작된 조경덕 감독의 2009년 드라마 영화이다. 한여름 등이 주연으로 출연하였다.

## 출연

### 주연
- 한여름
- 조경호
- 홍승기
- 홍유진
- 이윤호
- 양남석
- 이주나
- 이재호
- 남명렬
- 홍창진

### 조연
- 이예원
- 김수진
- 최혜원
- 강승환
- 김승찬
- 김병철
- 박은영
- 송경화
- 박은주
- 김경식
- 정승혜
- 박진수
- 조영숙
- 도영희
- 김수웅
- 남궁호
- 권채린
- 신민영
- 김용희
- 이성식
- 민영
- 기보중
- 박수진
- 박경희
- 김명순

## 기타
- 프로듀서: 조경덕
- 프로듀서: 박건섭
- 프로듀서: 김연화
- 프로듀서: 채일진
- 제작부장: 문세훈
- 제작부: 오금수
- 제작부: 김보름
- 제작부: 문연정
- 제작부: 양영진
- 제작투자: 조곤
- 촬영부: 한재욱
- 촬영부: 하경호
- 조명: 여철수
- 조명: 강국현
- 조명: 하경호
- 조명부: 허진
- 조명부: 최정식
- 연출부: 박성필
- 연출부: 전보성
- 연출부: 권혜영
- 연출부: 문영수
- 연출부: 정순광
- 연출부: 김수림
- 스크립터: 정수진
- 스크립터: 문영수
- 조감독: 신병철
- 조감독: 최정식
- 동시녹음: 임창근
- 동시녹음: 윤성진
- 동시녹음: 이원철
- 붐오퍼레이터: 문창준
- 붐오퍼레이터: 한재욱
- 붐오퍼레이터: 전보성
- 미술: 김연화
- 분장: 조민자
- 분장: 김순덕
- 분장: 송경은
- 스토리보드: 김연화
- 자료수집: 이정진
- 자료수집: 준꼬
- 비주얼엔지니어: 노민석
- 비주얼엔지니어: 최재혁
- 음향부문: 장철호
- 음향부문: 김필수
- 음향부문: 정민주
- 음향부문: 안인범
- 음향부문: 홍성준
- 음향부문: 이경언
- 음악부문: 이수
- 시각효과부문: 윤영선
- 시각효과부문: 임상원
- 시각효과부문: 김범석
- 시각효과부문: 신연화
- 시각효과부문: 정세영
- 시각효과부문: 장영수
- 시각효과부문: 강병인
- 자막: 김선민
- 로케이션매니저: 이승의
- 객원스텝: 박지주
- 객원스텝: 중증장애인독립생활연대
- 객원스텝: 마채준
- 객원스텝: 김명호
- 객원스텝: 이경하
- 객원스텝: 고홍식
- 배급부문: 스페이스 랍
- 배급부문: Intuit Films
- 마케팅부문: 아침해놀이 입소문자봉사단
- 마케팅부문: 김보원
- 마케팅부문: 이윤화
- 예고편: 김선민
- 포스터: 이승희
- 현장사진: 안동식
- 매니저부문: 이승곤
- 매니저부문: 이성원
- 메이킹: 구남종
- 메이킹: 박경태
- 보조출연: 부산영상고등학교 학생들
- 보조출연: 엔돌핀 엔터테인먼트
- 번역: 이완민
- 번역: 정승혜
- 번역: 로저 킴
- 번역: 윤춘강
- 번역: 우미랑
- 번역: 마시오 민
- 자문: 홍승기
- 자문: 김현성
- 자문: 홍창진 요한보스코
- 자문: 김종인